# École normale supérieure de Maroua
Pour les articles homonymes, voir École normale supérieure.
L'École normale supérieure de Maroua est un établissement d'élite d'enseignement supérieur bilingue (français et anglais) rattaché à l’Université de Maroua au Cameroun.
Elle est chargée de former des enseignants et professeurs de lycées et collèges de l'enseignement général, des professeurs de l'enseignement normal et des conseillers d’orientation scolaires et professionnels.

## Histoire
L'école est créée par décret présidentiel n° 2008/282 du 09 août 2008. 

## Infrastructures
Le site de cette école est basé à Kongola, Djoulgouf, Kodek. Il possède un restaurant universitaire de 650 places, un amphithéâtre de 500 places, une cité universitaire d’une capacité de 316 lits, une infirmerie, des blocs de salles de cours, des blocs administratifs, une bibliothèque et des laboratoires.

## Scolarité

### Admission
L'accès à cette école se fait sur concours.

### Diplômes
L'École normale supérieure de Maroua forme aux diplômes de :
- Professeur de l’Enseignement secondaire premier et deuxième grades (DIPES I et DIPES II),
- Professeur d’enseignement normal premier et deuxième grades (DIPEN I et DIPEN II),
- Conseiller d’orientation scolaire, universitaire et professionnelle (DIPCO),
- Master,
- Docteur (Ph.D.).

## Organisation

### Directeurs
- Saïbou Issa (2009-2020)
- Clément Dili Palaï (2020 -)